# هندريك أنتون لورنتس
هندريك أنطون لورنتز (بالهولندية: Hendrik Antoon Lorentz)‏ (18 يوليو 1853 – 4 فبراير 1928) هو فيزيائي هولندي فاز عام 1902 بجائزة نوبل في الفيزياء مناصفة مع بيتر زيمن لاكتشاف وتفسير تأثير زيمان نظريا.كما قام بعد ذلك باستنتاج معادلات التحويل التي استخدمها ألبرت اينشتاين لوصف المكان والزمان.

## سيرته الشخصية

### بداية حياته
هندريك لورنتز ولد في أرنهيم بخيلدرلند بهولندا، وهو ابن جيريت فردريك لورنتز (1822-1893), صاحب مشتل، وجيرتيدا فان جنكل (1826-1861). عام 1862، بعد وفاة والدته، تزوج والده من لوبرتا هبكس.في الفترة 1866-1869 التحق بمدرسة ثانوية بارنهيم، وفي عام 1870 نجح في اختبارات اللغة المطلوبة للقبول بالجامعة.
لورنتز درس الفيزياء والرياضيات في جامعة ليدن، حيث تاثر كثيرا باستاذ علم الفلك فردريك كايزر; هذا التاثر هو الذي جعله يصبح فيزيائيا. بعد حصوله على شهادة البكالريوس، عاد إلى ارنهيم عام 1872 ليعمل معلم رياضيات بالمدرسة الثانوية، لكنه استمر في الدراسة بليدن بجانب عمله.عام 1875 لورنتز حصل على شهادة الدكتوراه تحت اشراف بيتر ريك عن اطروحته (عن نظرية انعكاس وانكسار الضوء), حيث قام بالتعديل على النظرية الكهرومغناطيسية لجيمس كلارك ماكسويل.
عام 1881 هندريك تزوج من اليتا كاترينا كايزر، ابنة أخو فردريك كايزر. وابنة يوهان وليام كايزر، مدير مدرسة امستردام للطباعة واستاذ الفنون الجميلة، ومصمم أول طابع بريد هولندى (1852).بعدها أصبح كايزر مدير للمتحف الوطني بامستردام.ابنة هندريك واليتا الكبيرة كانت فيزيائية أيضا.

### الحياة العملية

#### أستاذ في ليدن
عام 1878, وعمره 24 عام فقط، هندريك انطون لورنتز عين استاذا للفيزياء النظرية بجامعة ليدن.و في 25 يناير،1878, ألقى أولى محاضراته في نظريات الجزيئات في الفيزياء.
في أول عشرين عامًا في ليدن، لورنتز كان مهتم في المقام الأول بنظرية الكهرومغناطيسية لتفسير العلاقة بين الكهرباء، المغناطيسية، والضوء.بعد ذلك امتدت أبحاثه لمجالات اوسع بكثير بينما ظل مركزا في الفيزياء النظرية.من منشوراته، كانت بارزة اسهاماته في الميكانيكا، الديناميكا الحرارية، علم الموائع، نظريات الحركة، نظرية الحالة الصلبة، الضوء، والانتشار.أهم اسهاماته كانت في مجال الكهرومغناطيسية، نظرية الإلكترون، والنسبية.
لورنتز وضع نظرية تقول ان الذرّة قد تحتوى على جسيمات مشحونة واقترح ان تذبذب هذه الجسيمات هو مصدر الضوء.عندما قام زميله، بيتر زيمن، باكتشاف تاثير زيمان عام 1896, لورنتز امد ذلك الاكتشاف بالتفسير النظرى.اكتشافاتهما العملية والنظرية فازت بجائزة نوبل عام 1902.اسم لورنتز يرتبط بصيغة لورنتز، قوة لورنتز،توزيع لورنتز، وتحويلات لورينتز.

#### النسبية والديناميكا الكهربية
عام 1895, محاولا تفسير تجربة ميكلسون ومورلي، لورنتز توصل إلى أن الاجسام المتحركة تنكمش في اتجاه الحركة.لورنتز عمل على تفسير ظاهرة الكهرومغناطيسية (انتشار الضوء)في الاطارات المرجعية المتحركة بسرعات متناسبة.لقد اكتشف ان الانتقال من اطار مرجعى لاطار مرجعى آخر قد يتم تبسيطه باستخدام متغير جديد اسماه الوقت الموضعى. الوقت الموضعى يعتمد على الوقت والموضع تحت الدراسة.منشورات لورنتز (عام 1895 و 1899)استخدمت هذا المتغير دون تفسير معناه الفيزيائى.عام 1900,هنري بوانكاريه أطلق على هذا المتغير «الاختراع الرائع» وقام بتوضيحه عن طريق وضع ساعات في اطارات بسرعات مختلفة وملاحظة اعتماد أداء هذه الساعات على سرعة الإطار الموضوعة بداخله.
عام 1899, في إحدى منشوراته «الظاهرة الكهرومغناطيسية في نظام متحرك بسرعة اقل من سرعة الضوء»(1904), لورنتز أضاف الإبطاء الزمني إلى تحويلاته ونشر ما اسماه بوانكاريه عام 1905[[تحويلات لورينتز.و من الواضح ان لورنتز لم يكن على علم ان جوزيف لارمور استخدم نفس تلك التحويلات في تفسير دوران الالكترونات عام 1897.معادلات لورنتز ولارمور قد تبدو غير مالوفة، ولكنها جبريا تساوى المعادلات المقدمة من بوانكاريه واينشتين عام 1905.احدى منشورات لورنتز عام 1904 احتوت على صيغة المتغير المساعد في الديناميكا الكهربية، حيث ظاهرة الديناميكا الكهربية مفسرة في اطارات مرجعية مختلفة بنفس المعادلات وبخواص تحويل محددة.هذا المنشور توصل بوضوح للمغزى من هذه الصيغة، وهو ان نواتج تجارب الديناميكا الكهربية لا تعتمد على السرعة النسبية للاطار المرجعى.هذا المنشور احتوى على مناقشة مفصلة للزيادة في كتلة الاجسام المتحركة بسرعة كبيرة.عام 1905,اينشتين استخدم العديد من المفاهيم، الادوات الرياضية، والنتائج لكتابة منشوره "عن الديناميكا الكهربية للاجسام المتحركة".المعروف الآن بنظرية النسبية الخاصة.هذه النظرية أطلق عليها في البداية نظرية لورنتز- اينشتين لان لورنتز وضع لاينشتين الأساس الذي عمل عليه.
زيادة الكتلة كانت أول توقعات نظرية النسبية التي تم اختبارها، ولكن تجارب كوفمان (1901 – 1903) اظهرت زيادة مختلفة قليلا في الكتلة مما قاد لورنتز لملاحظته الشهيرة.تاكدت توقعاته النظرية عمليا عام 1908. عام 1909, نشر لورنتز«نظرية الإلكترونات» المرتكزة على سلسلة من محاضراته في الفيزياء الرياضية القاها في جامعة كولومبيا.

#### ابرز ما قيل عنه
- بوانكاريه(1902) قال عن نظرية لورنتز في الديناميكا الكهربية:

ان نظرية لورنتز هي النظرية الأكثر شمولية;انها بلا شك أفضل نظرية لتفسير العديد من الحقائق، لقد استطاع التوصل للعديد من العلاقات....فالفضل يرجع للورنتز في ربط نتائج هيبوليت فيزو في علم بصريات الاجسام المتحركة بقوانين التشتت والامتصاص العادى والغير عادى....انظر كم كان سهلا على ظاهرة زيمان اثبات فعاليتها، كما ساعدت أيضا على تصنيف نظرية فاراداى عن الدوران المغناطيسى، ما يعتبر تحدى لكل جهود جيمس كليرك ماكسويل.
- بول لانجفان (1911)قال عن لورنتز:

ان لورنتز جدير بان يرى المعادلات الأساسية للكهرومغناطيسية تعترف بمجموعة التحويلات التي تجعل من الممكن المرور من اطار مرجعى لاخر دون تغير للشكل، هذه التحويلات الجديدة لها أكبر تاثير في تحويلات الفراغ والوقت.
- لورنتز واميل ويكرت (جوتنجن) حدثت بينهم مراسلات عدة عن الكهرومغناطيسية والنظرية النسبية، لورنتز كان يشرح أفكاره في رسائل لويكرت.هذه المراسلات بين لورنتز وويكرت قام بنشرها ويلفرد شرودر.
- لورنتز كان رئيس لأول مؤتمر سولفاى انعقد في بروكسل في خريف 1911.بعد هذا المؤتمر بفترة قليلة، كتب هنري بوانكاريه مقال عن الفيزياء الكمية وذلك يوضح وضع لورنتز في ذلك الوقت.

.....في كل لحظة (العشرين فيزيائى متعددى الجنسيات) كان يمكن سماعهم يتكلمون عن (الميكانيكا الكمية) التي تعارضت مع الميكانيكا القديمة.و لكن ما هي الميكانيكا القديمة؟هل هي الميكانيكا من منظور نيوتن، الرجل الذي ما زال ملكا متوجا بلا منافس ونحن على مشارف نهاية القرن التاسع عشر؟لا، انها الميكانيكا من منظور لورنتز، الرجل الذي تعامل مع النسبية;الرجل الذي بدا عليه من خمسة أعوام انه في قمة الجراءة.
- ألبرت اينشتاين (1953) كتب عن لورنتز:

بالنسبة لى شخصيا لقد عنى لى أكثر بكثير من غيره ممن قابلتهم في رحلة حياتى.
رغم ما يعرف عن لورنتز اهتمامه بالعمل على المبادئ النظرية، إلا أنه أيضا كان يهتم بالتطبيقات العملية.خلال الأعوام من 1918-1926, وبطلب من الحكومة الهولندية، ترأس لورنتز لجنة لحساب تاثير السد المقرر بناؤه لمواجهة الفيضانات على الأعمال البحرية
الأخرى بهولندا. ال هندسة الهيدروليكية في ذلك الوقت كانت علم تجريبى، ولكن اضطرابات المد والجزر التي التي تسبب فيها السد كانت غير مسبوقة مما جعل القوانين الناتجة عن تجارب أيضا غبر موثوق فيها.لورنتز اقترح البدء من المعادلات جريان الموائع الأساسية للحركة وحلها.هذه المهمة من الصعب ادائها الا بحاسب إلى، بسبب طبيعة تدفق المياه في البحر.بدأ السد عمله عام 1933 واثبتت توقعات لورنتز ولجنته دقتها.واحد من القفلين بهذا السد سمى على اسم لورنتز.

### حياته الشخصية
عام 1912, تقاعد لورنتز مبكرا ليصبح مديرا للبحوث بمتحف تيلرز في هارلم، إلا أنه ظل أستاذ زائر بجامعة ليدن والقى محاضرات أسبوعية هناك. بول اهرينفست هو من تلاه في منصبه بجامعة ليدن، مؤسس معهد الفيزياء النظرية الذي أطلق عليه فيما بعد معهد لورنتز.بجانب جائزة نوبل، فاز لورنتز بالعديد من الجوائز لعمله البارز.عام 1905 حصل لورنتز على زمالة الجمعية الملكية بالانتخاب.منحته الجمعية وسام رمفورد عام 1908 ووسام كوبلي عام 1918.
توفى لورنتز في هارلم، هولندا.يظهر احترام هولندا له في وصف جنازته:
الجنازة كانت في عصر الجمعة،10 فبراير.لقد تم ايقاف خدمات التليفون والتليغراف لمدة ثلاث دقائق حدادا على اعظم رجل انجبته هولندا.حضر الجنازة العديد من زملاؤه وفيزيائيين من بلاد عديدة.الرئيس، ممثلا للجمعية الملكية، ألقى خطابا عن لورنتز مقدرا إنجازاته.
وصف ريتشاردسون للورنتز:

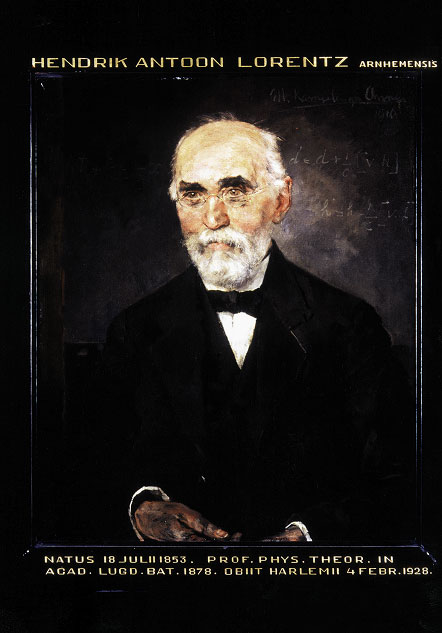
لوحة هندريك لورنتز بواسطة مينسو كامرلينج أونز ، 1916.

رجل ذو قوى فكرية رائعة... رغم أنغماسه في أفكاره، إلا أنه دائما ما يدرك تشعبات تلك الأفكار في كل مكان في الكون....وضوح كتاباته يعكس قواه العظيمة.....لقد امتلك الحيوية العقلية ووظفها بشكل ناجح في مناقشاته ومجادلاته، كما تميز بالبصيرة التي تمكنه من التغلب على الصعاب، كما تميز بالحكمة لقيادة المناقشة، لقد كان يقوم بذلك بمهارة عالية.
لسنوات عديدة كان العلماء متشوقين بشدة لما سيقوله لورنتز عن أي نظرية جديدة، وحتى بلغ الثانية والسبعين، لم يخيب ظنهم.

## روابط خارجية
- هندريك أنتون لورنتس على موقع الموسوعة البريطانية (الإنجليزية)
- هندريك أنتون لورنتس على موقع إن إن دي بي (الإنجليزية)